# Janet Ågren
Pour les articles homonymes, voir Ågren.
Janet Ågren Maietto, née le 6 avril 1949 à Landscrone, est une actrice suédoise ayant majoritairement fait carrière dans le cinéma italien.

## Biographie
Janet Ågren est née en Suède à Landscrone (Landskrona), une ville qu'elle a un jour décrite à des journalistes italiens comme une « Naples septentrionale ». Alors qu'elle n'était encore qu'une adolescente, elle est entrée dans le monde du spectacle grâce à une tante qui l'a inscrite à un concours de beauté à Copenhague au Danemark ; sa victoire a conduit Janet, âgée de 17 ans, à se lancer dans le mannequinat, à faire plusieurs couvertures de magazines internationaux et à travailler pour Christian Dior, entre autres.
Vers la fin des années 1960, Sa carrière de mannequin l'amène à Rome où elle étudie le théâtre à l'école d'art dramatique dirigée par Alessandro Fersen (it). Elle fait ses débuts dans le film Les Deux Croisés (1968) avec le duo d'humoristes Franco et Ciccio, suivi de Donne, botte e bersaglieri (1968) de Ruggero Deodato et Colpo di stato (it) (1969) de Luciano Salce. Toujours en 1969, elle tourne Il giovane normale de Dino Risi, d'après le roman homonyme d'Umberto Simonetta (it), avec Lino Capolicchio. Agren est ensuite engagée par la Vides Cinematografica de Franco Cristaldi qui lui offre le premier rôle féminin dans Deux trouillards pistonnés (1971) de Bruno Corbucci et Io non vedo, tu non parli, lui non sente (it) (1971) de Mario Camerini, tous deux avec Enrico Montesano et Alighiero Noschese.
À la même époque, elle commence à travailler dans les cabarets romains tout en poursuivant sa carrière cinématographique, jouant le petit rôle de l'une des deux infirmières d'un milliardaire américain dans la comédie Avanti! (1972) située à Ischia et réalisée par Billy Wilder. Elle a eu un autre rôle important avec Ettore Scola dans La Plus Belle Soirée de ma vie (1972), basé sur une nouvelle de Friedrich Dürrenmatt et avec Alberto Sordi.

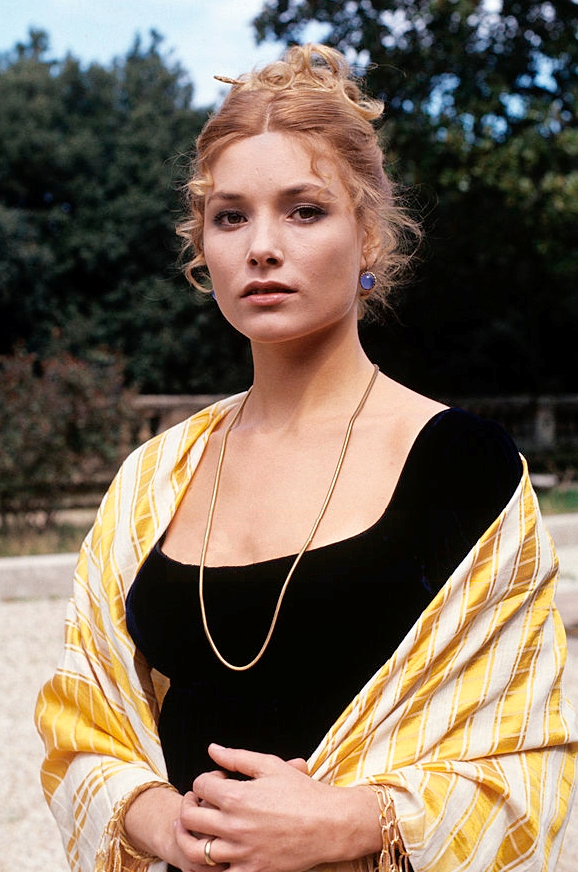
Janet Ågren en 1975 dans le feuilleton '.

La vogue des Decamerotico l'amène à participer à Racconti proibiti... di niente vestiti (1972) et à Fiorina la vacca (1973). Le premier de ces deux films inspirés de contes de Boccace lui permet de rencontrer le réalisateur et scénariste Brunello Rondi, qui la dirigera dans d'autres films (Tecnica di un amore (it) et L'Hystérique aux cheveux d'or) ; c'est sur l'un de ces plateaux qu'elle rencontre le producteur Carlo Maietto (it), qui deviendra bientôt son mari. Elle a fait des choix de rôles éclectiques dans les années 1970 : des westerns comiques aux gialli érotiques, des poliziotteschi aux comédies érotiques italiennes. En 1975, elle est également apparue sur le petit écran dans le rôle principal féminin du feuilleton à succès L'amaro caso della baronessa di Carini (it).
Sa carrière se poursuit, entre les années 1970 et 1980, par une immersion profonde dans tous les genres les plus populaires du cinéma italien, privilégiant avant tout la comédie et le genre burlesque, et aux côtés d'acteurs tels que Claude Brasseur dans Une langouste au petit-déjeuner (1979) de Giorgio Capitani ; Paolo Villaggio dans Sogni mostruosamente proibiti (1982) de Neri Parenti ; Renato Pozzetto dans Questo e quello de Sergio Corbucci (1983) ; Johnny Dorelli dans Vediamoci chiaro (it) de Luciano Salce (1984) et puis Gigi Proietti, Lando Buzzanca, Renzo Montagnani et quelques nouveaux comédiens émergents comme Massimo Boldi et Diego Abatantuono.
L'association artistique avec Lino Banfi est brève mais particulièrement heureuse, inaugurée avec la comédie érotique La Prof d'éducation sexuelle (it) (1981) de Mariano Laurenti, poursuivie avec un sketch du film Ricchi, ricchissimi... praticamente in mutande (1982) de Sergio Martino et conclue avec Il pelo della disgrazia, un sketch du film Occhio, malocchio, prezzemolo e finocchio (1983), également de Martino. Banfi lui a également proposé de le rejoindre dans l'émission de variétés télévisées Se Parigi diffusée par Rai 2 en 1982. Au début des années 1980, elle a également eu une brève carrière musicale.
Elle a également joué avec Bud Spencer dans le film Aladdin (1986) de Bruno Corbucci. Sa dernière transfiguration l'a vue s'essayer au rôle de Scream Queen pour des réalisateurs d'épouvante italiens comme Umberto Lenzi (La Secte des cannibales, 1980), Lucio Fulci (Frayeurs, 1980) et Giuliano Carnimeo (Ratman, 1988). À la fin des années 1980, avec le déclin rapide du cinéma de genre italien, la passion de Janet pour le métier d'actrice s'est également éteinte ; sa dernière apparition sur grand écran remonte à 1991, dans un film italo-brésilien sans succès intitulé Per sempre (it), réalisé par Walter Hugo Khouri.

### Vie privée
Après avoir finalement abandonné sa carrière d'actrice, elle s'est installée à Miami aux États-Unis en 1992, où elle a commencé une carrière en tant qu'architecte d'intérieur et styliste de tissus, fondant et dirigeant sa propre entreprise.

## Filmographie sélective

### Cinéma

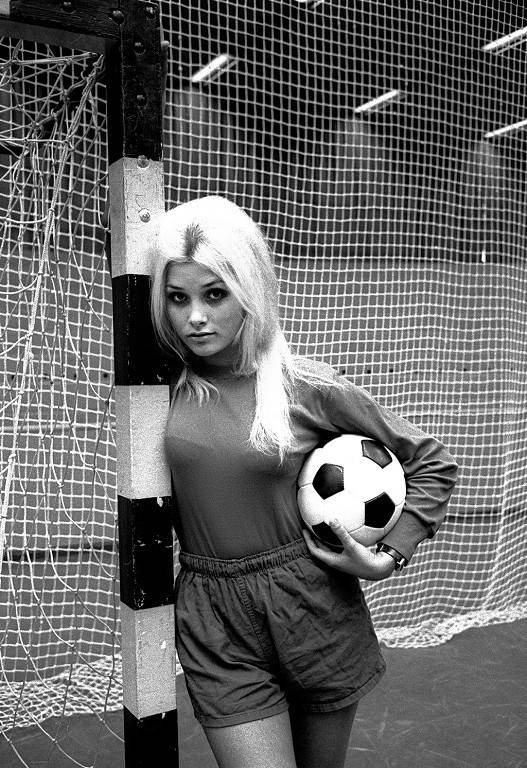
Janet Ågren dans les années 1960.

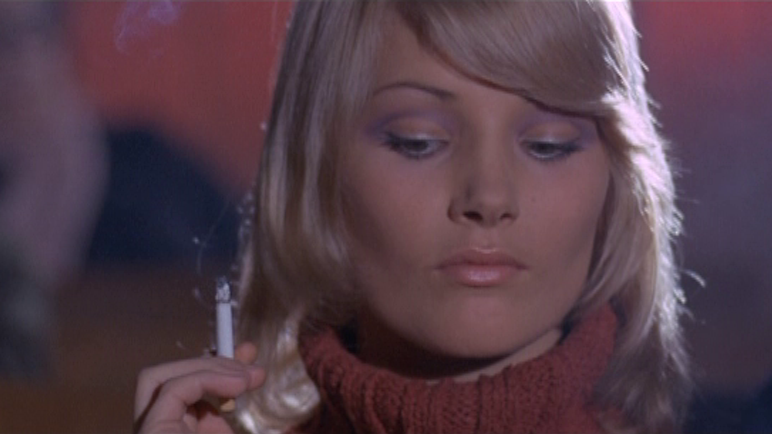
Dans Deux trouillards pistonnés (1971).

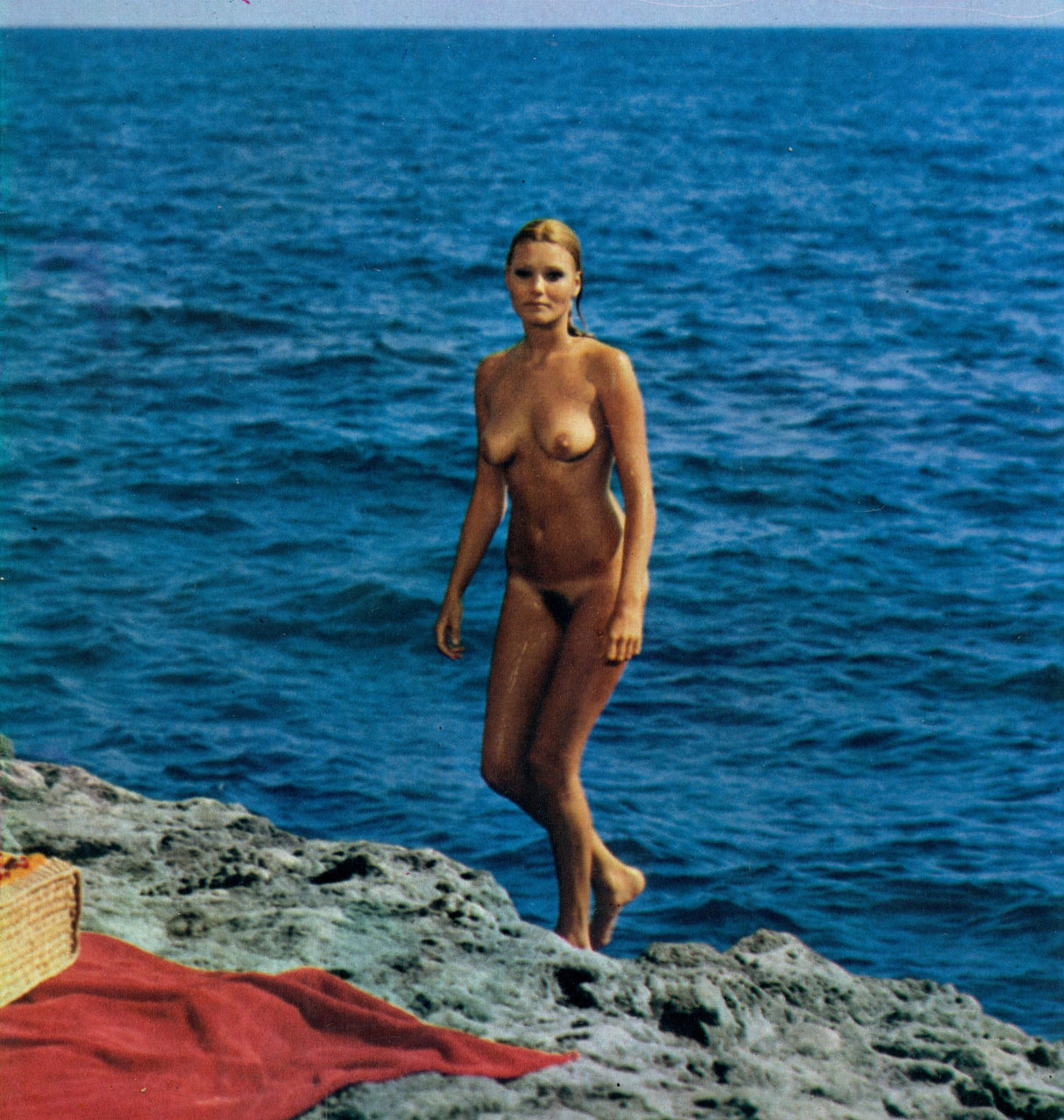
Une scène de nu artistique de Janet Ågren sur le tournage du film ' (1973) de Brunello Rondi.

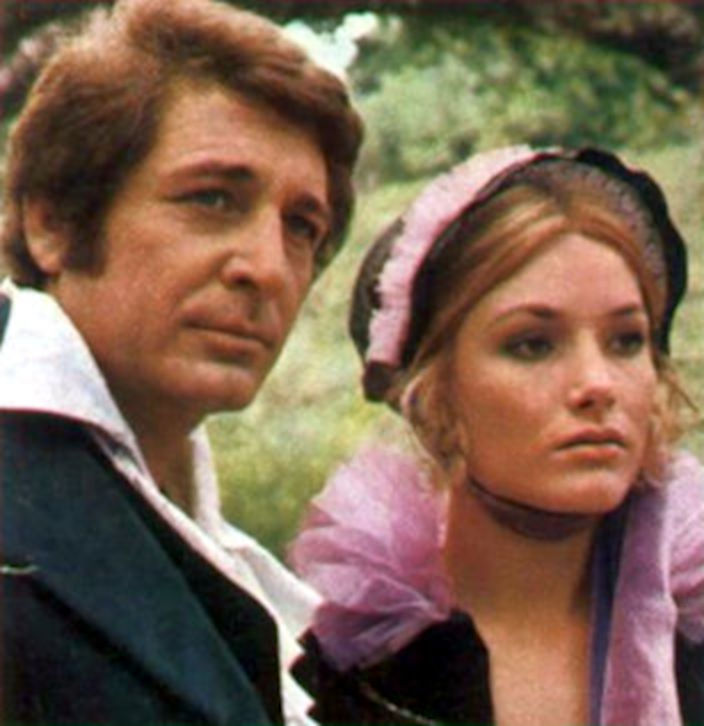
Ugo Pagliai et Janet Ågren en 1975 dans le téléfilm '.

- 1968 : Les Deux Croisés (I due crociati) de Giuseppe Orlandini : Clorinda
- 1968 : Donne, botte e bersaglieri de Ruggero Deodato : Rika
- 1969 : Colpo di stato (it) de Luciano Salce
- 1969 : Il giovane normale de Dino Risi : Diana
- 1969 : Perversion Story (Una sull'altra) de Lucio Fulci
- 1970 : Du soleil plein les yeux de Michel Boisrond : Monika
- 1970 : Pussycat, Pussycat, I Love You (en) de Rodney Amateau
- 1971 : Io non vedo, tu non parli, lui non sente (it) de Mario Camerini : Monica Gorletti
- 1971 : Deux trouillards pistonnés (Io non spezzo... rompo) de Bruno Corbucci : Carla Viganò
- 1972 : Racconti proibiti... di niente vestiti de Brunello Rondi : Maddalena
- 1972 : Fiorina la vacca, de Vittorio De Sisti : Tazia
- 1972 : Avanti! de Billy Wilder : une infirmière
- 1972 : On m'appelle Providence (La vita, a volte, è molto dura, vero Provvidenza?) de Giulio Petroni : Stella
- 1972 : La Plus Belle Soirée de ma vie (La più bella serata della mia vita) d'Ettore Scola : Simonetta
- 1973 : Tecnica di un amore (it) de Brunello Rondi : Monika
- 1973 : L'Hystérique aux cheveux d'or (Ingrid sulla strada) de Brunello Rondi : Ingrid
- 1974 : L'assassin a réservé neuf fauteuils (L'assassino ha riservato nove poltrone) de Giuseppe Bennati : Kim
- 1974 : Le Profiteur (Il saprofita) de Sergio Nasca : Teresa Adiutori
- 1974 : L'erotomane de Marco Vicario : Ciccia
- 1975 : Tireur d'élite (La polizia interviene: ordine di uccidere) de Giuseppe Rosati : Gloria
- 1975 : Paolo Barca, maestro elementare, praticamente nudista de Flavio Mogherini : Giulia Hamilton
- 1976 : Per amore de Mino Giarda : Daniela Rovati
- 1976 : Chi dice donna, dice donna de Tonino Cervi, segment Ma non ci sposano : Anita
- 1977 : Stato interessante de Sergio Nasca : Carla
- 1978 : Bermudes : Triangle de l'enfer (Bermude: la fossa maledetta) de Tonino Ricci : Angelica
- 1978 : SOS danger uranium (A chi tocca, tocca...!) de Gianfranco Baldanello et Menahem Golan : Helga
- 1978 : Le Crime du siècle  (Indagine su un delitto perfetto) d'Aaron Leviathan : Gloria Boyd
- 1979 : Il commissario di ferro de Stelvio Massi : Vera
- 1979 : Une langouste au petit-déjeuner (Aragosta a colazione) de Giorgio Capitani : Monique Dubois
- 1980 : La Secte des cannibales (Mangiati vivi!) d'Umberto Lenzi : Sheila Morris
- 1980 : Frayeurs (Paura nella città dei morti viventi) de Lucio Fulci : Sandra
- 1981 : La Prof d'éducation sexuelle (it) (L'onorevole con l'amante sotto il letto) de Mariano Laurenti
- 1982 : Ricchi, ricchissimi... praticamente in mutande de Sergio Martino
- 1982 : Sogni mostruosamente proibiti de Neri Parenti : Dalia
- 1982 : Panique (Bakterion) de Tonino Ricci : Jane Blake
- 1983 : Mystère de Carlo Vanzina : Pamela
- 1983 : Occhio, malocchio, prezzemolo e finocchio de Sergio Martino : Helen
- 1983 : Questo e quello de Sergio Corbucci, segment Questo... amore impossibile : Lucilla
- 1984 : Vediamoci chiaro (it) de Luciano Salce : Geneviève
- 1985 : Kalidor (Red Sonja) de Richard Fleischer : Varna
- 1986 : Atomic Cyborg (Vendetta dal futuro) de Sergio Martino : Linda
- 1986 : Aladdin (Superfantagenio) de Bruno Corbucci : Janet Haddin
- 1987 : Il ragazzo dal kimono d'oro de Fabrizio De Angelis : Julia Scott
- 1988 : Ratman (Quella villa in fondo al parco) de Giuliano Carnimeo : Terry
- 1988 : Magdalene de Monika Teuber : Anna
- 1988 : La Nuit des requins (La notte degli squali) de Tonino Ricci : Liz Ziegler
- 1991 : Per sempre (it) de Walter Hugo Khouri : Eleonora

### Télévision
- 1975 : L'amaro caso della baronessa di Carini (it).